# Гендерные предрассудки второго поколения
Гендерные предрассудки второго поколения — действия, которые могут казаться нейтральными или не сексистскими, поскольку они применимы ко всем, но которые являются гендерной дискриминацией, поскольку они отражают ценности, ассоциирующиеся с тем гендером, который создал или развил обстановку, обычно это относится к рабочему месту. Это противопоставляется предвзятости первого поколения, которая является преднамеренной, обычно включающей преднамеренное отчуждение.
Примером гендерных предубеждений второго поколения является то, что лидеры должны вести себя напористо, так что женщины, которые действуют в более кооперативной манере, не рассматриваются как лидеры, но женщины, которые действуют напористо, часто воспринимаются как слишком агрессивные. Такого рода предубеждения, или гендерные стереотипы, могут быть совершенно бессознательными.
Положить конец этим гендерным предубеждениям второго поколения трудно, потому что мужчины и женщины одинаково не осознают наличие дискриминации или отрицают, что она существует.